# Loi sur le recyclage des produits de la criminalité et le financement des activités terroristes
La  Loi sur le recyclage des produits de la criminalité et le financement des activités terroristes est une loi fédérale canadienne concernant le blanchiment d'argent et le financement du terrorisme. 

## Objectifs de la loi
Dans son préambule, la loi indique qu'elle a pour but de « faciliter la répression du recyclage financier des produits de la criminalité et du financement des activités terroristes, constituant le Centre d’analyse des opérations et déclarations financières du Canada et modifiant et abrogeant certaines lois en conséquence ». 
Plus précisément, à l'article 3 de la loi énonce qu'elle a pour but de : 
- « mettre en œuvre des mesures visant à détecter et décourager le recyclage des produits de la criminalité et le financement des activités terroristes et à faciliter les enquêtes et les poursuites relatives aux infractions de recyclage des produits de la criminalité »
- «  de combattre le crime organisé en fournissant aux responsables de l’application de la loi les renseignements leur permettant de priver les criminels du produit de leurs activités illicites [...] »
- « d’aider le Canada à remplir ses engagements internationaux dans la lutte contre le crime transnational [...] »
- « renforcer la capacité du Canada de prendre des mesures ciblées pour protéger son système financier et de faciliter les efforts qu’il déploie pour réduire le risque que ce système puisse servir de véhicule pour le recyclage des produits de la criminalité et le financement des activités terroristes. »

## Parties de la loi
La partie 1 concerne « tenue de documents, vérification d’identités, la déclaration des opérations douteuses et l'inscription .
La partie 1.1 concerne la protection du système financier (articles 11.41 et suivants) 
La partie 2 vise la déclaration des espèces et effets.
La partie 3 constitue le Centre d’analyse des opérations et déclarations financières du Canada.
La partie 4 concerne les règlements.
La partie 4.1 traite des procès-verbaux, transactions et pénalités.
La partie 5 prévoit des infractions et peines.
La partie 6 est une disposition transitoire et d'entrée en vigueur.